# Măcăleandru negru
Măcăleandrul negru (Cercotrichas podobe) este o specie de pasăre paseriforme din familia Muscicapidae. Se găsește în Bahrain, Burkina Faso, Camerun, Ciad, Djibouti, Egipt, Eritrea, Etiopia, Guinea-Bissau, Israel, Iordania, Mali, Mauritania, Niger, Nigeria, Oman, Arabia Saudită, Senegal, Somalia, Sudan, Emiratele Arabe Unite și Yemen. Habitatul său natural este savana uscată.

## Galerie

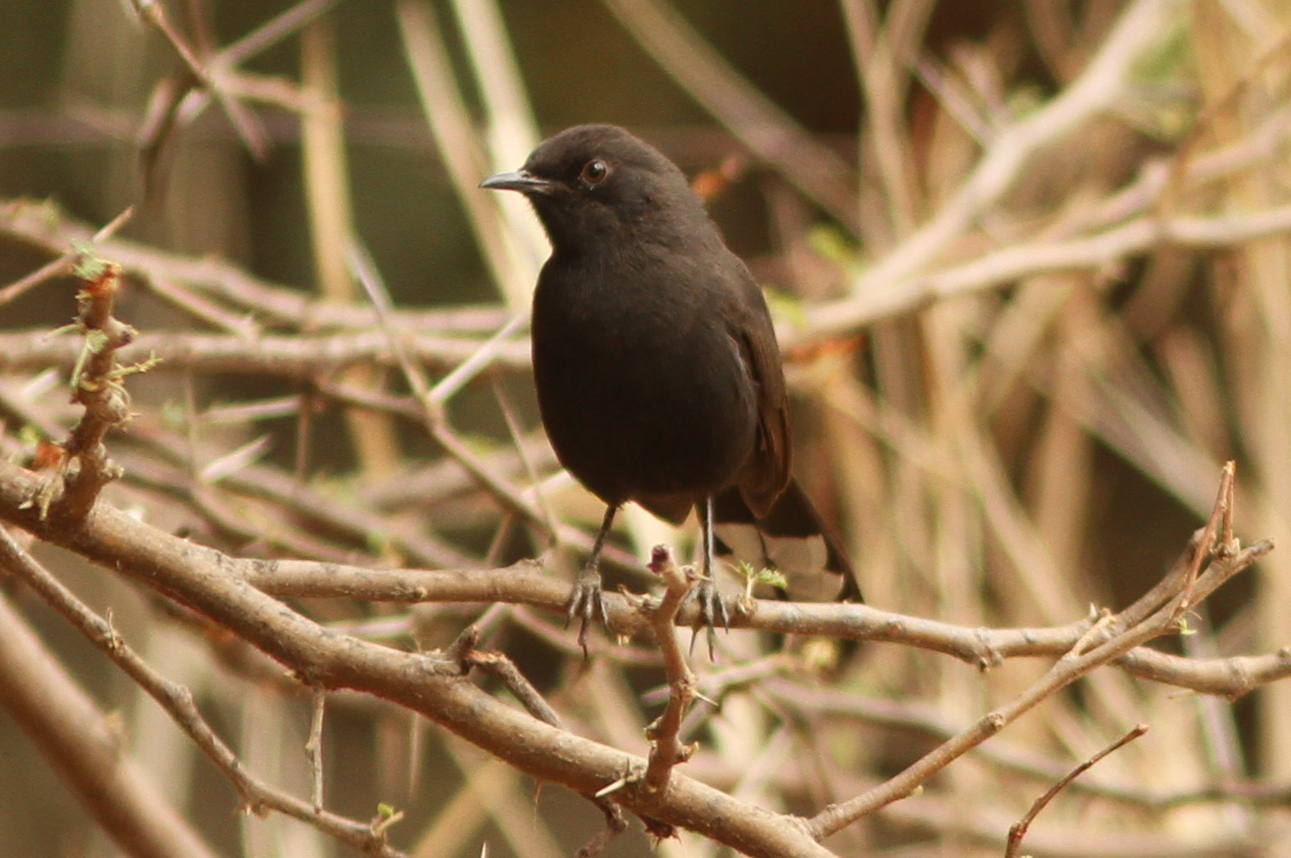
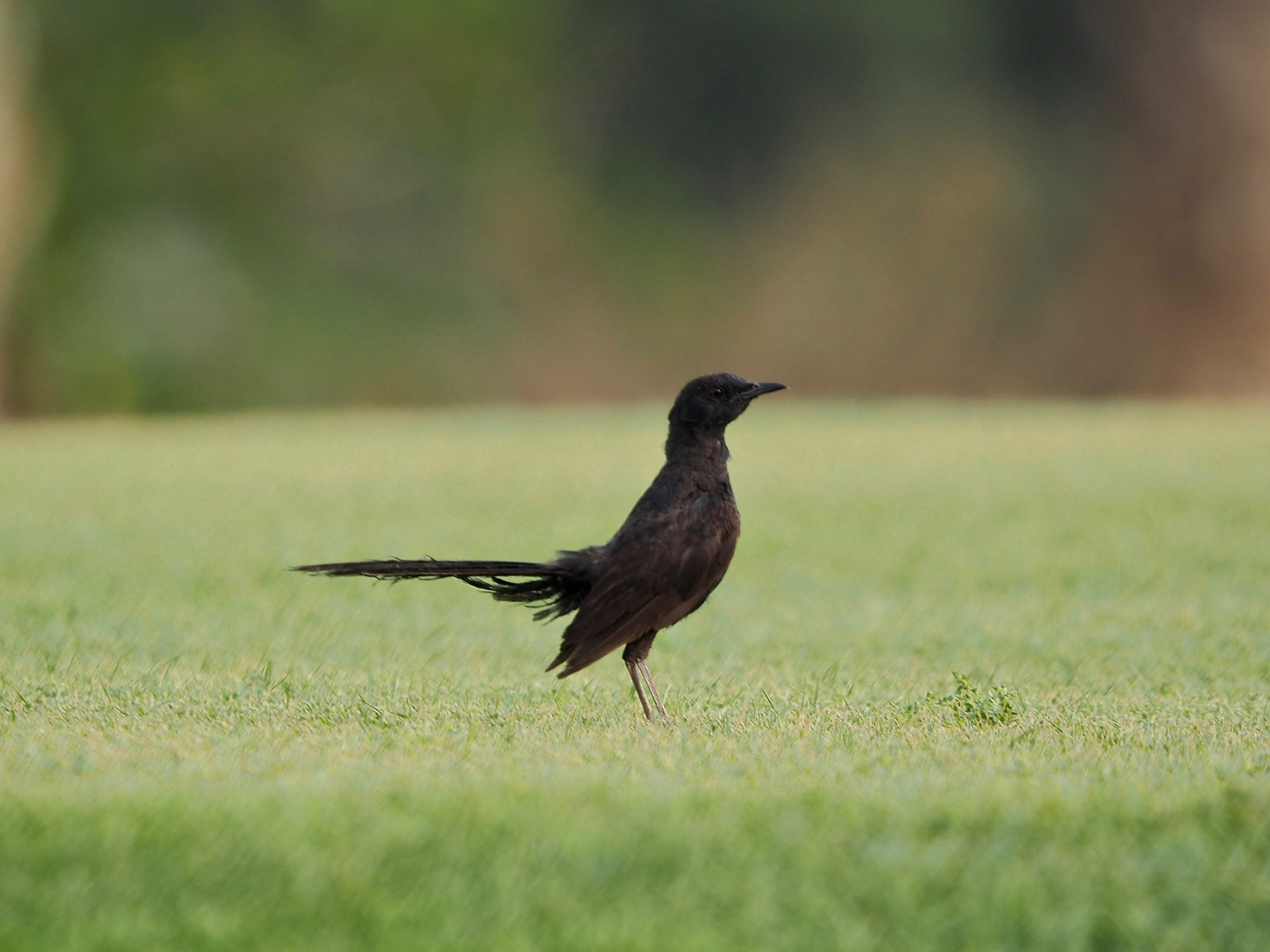
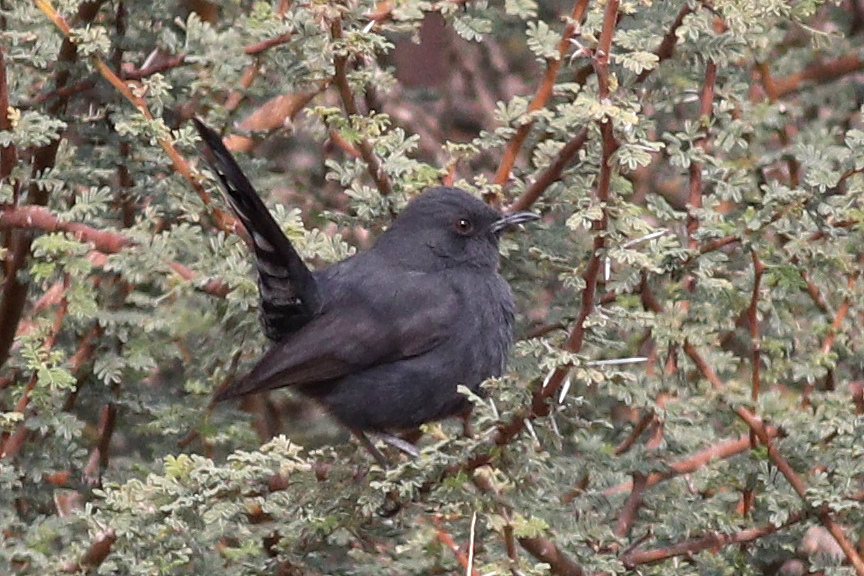